# 富盛駅
富盛駅（プソンえき、朝鮮語: 부성역）は、朝鮮民主主義人民共和国咸鏡南道長津郡にある駅で、長津線に属する。 

## 隣の駅
長津線
古土駅 - 富盛駅 - 上坪駅